# Alegeri în România
România își alege la nivel național un șef de stat numit președintele  și un legislativ. Președintele este ales de cetățeni pentru un mandat de cinci ani (după modificarea de la patru ani în urma alegerilor din 2004). Parlamentul României are două camere:
- Camera Deputaților are în prezent 330 de membri, aleși pentru un mandat de patru ani prin reprezentare proporțională pe liste închise.
- Senatul are în prezent 136 de membri, aleși pentru un mandat de patru ani, tot prin reprezentare proporțională pe liste închise.

România are un sistem multipartid, în care nicio formațiune politică nu câștigă de obicei singură puterea, partidele fiind nevoite să colaboreze pentru a forma guverne de coaliție.
Pe 25 noiembrie 2007, românii și-au ales pentru prima dată reprezentanții în Parlamentul European.

## Sistemul electoral

### Alegerile prezidențiale
Președintele României este ales printr-un sistem de vot în două tururi pentru un mandat de cinci ani. În primul tur, candidatul care obține majoritatea de 50%+1 din totalul alegătorilor înscriși pe liste este declarat câștigător. Dacă niciun candidat nu îndeplinește această condiție, se organizează un al doilea tur de scrutin între primii doi candidați cu cele mai multe voturi. În turul doi, câștigător este candidatul care obține majoritatea voturilor.
Mandatul prezidențial este de cinci ani. Între 1992 și 2004, mandatul a fost de patru ani, dar a fost extins prin referendumul constituțional din 2003. O persoană poate deține funcția de președinte pentru maximum două mandate, care pot fi consecutive.
Pentru a candida la funcția de Președinte al României, un candidat trebuie să îndeplinească următoarele condiții:
- să fie cetățean român,
- să aibă cel puțin 35 de ani împliniți (cel puțin în ziua alegerilor),
- să nu fi deținut deja funcția de președinte pentru două mandate de la intrarea în vigoare a Constituției din 1991.

### Alegerile pentru Camera Deputaților și pentru Senat
Camera Deputaților și Senatul sunt alese în circumscripții electorale prin vot universal, egal, direct, secret și liber exprimat, pe baza unui sistem de liste închise și candidaturi independente, conform principiului reprezentării proporționale. Acest sistem electoral identic pentru ambele Camere le conferă aceeași legitimitate, deoarece ambele exprimă voința aceluiași corp electoral.
Cele două Camere au un număr diferit de membri:
- Camera Deputaților este compusă din 330 de deputați,
- Senatul din 136 de senatori.

Această diferență este posibilă datorită normei de reprezentare diferite pentru fiecare Cameră și a mandatelor alocate minorităților naționale (un loc în Camera Deputaților pentru fiecare minoritate) și românilor din diaspora (4 locuri în Cameră și 2 în Senat). Norma de reprezentare este:
- 1 deputat la 73.000 de locuitori,
- 1 senator la 168.000 de locuitori.

România are 43 de circumscripții electorale: una pentru fiecare județ, Municipiul București și una pentru românii din diaspora. În fiecare circumscripție, numărul minim de deputați este 4, iar de senatori, 2. Datele demografice luate în considerare sunt cele disponibile la 1 ianuarie din anul precedent alegerilor.
Pragul electoral este:
- 5% la nivel național pentru partide sau candidați individuali,
- 20% în cel puțin 4 circumscripții,
- 8-10% pentru coaliții sau alianțe electorale.

Constituția și Legea electorală acordă organizațiilor minorităților naționale dreptul la un mandat de deputat dacă acestea nu au obținut un mandat de deputat sau senator și dacă au obținut cel puțin 5% din media voturilor valabil exprimate pentru un mandat de deputat la nivel național.
Mandatele alocate minorităților naționale se adaugă celor rezultate din norma de reprezentare.
Pentru a candida la funcția de parlamentar, un candidat trebuie să îndeplinească următoarele condiții:
- să fie cetățean român cu drept de vot,
- să aibă cel puțin 23 de ani împliniți în ziua alegerilor pentru Camera Deputaților și 33 de ani pentru Senat,
- să nu fie lipsit de drepturile electorale printr-o hotărâre judecătorească definitivă,
- să nu fie într-o situație de incompatibilitate sau conflict de interese, cum ar fi ocuparea unor funcții publice sau de conducere care nu permit cumularea cu mandatul de parlamentar,
- să depună o listă de susținători pentru candidaturile independente sau pentru listele de partid,
- să depună declarația de avere și declarația de interese.

### Alegerile europarlamentare
Parlamentul European consideră România ca o singură circumscripție electorală având 33 de eurodeputați. Sistemul folosit este reprezentarea proporțională pe liste închise de partid, cu un prag electoral de 5% din voturi.
Pentru a candida la funcția de europarlamentar, un candidat trebuie să îndeplinească următoarele condiții:
- să fie cetățean român și să aibă cel puțin 23 de ani împliniți în ziua alegerilor,
- să nu fi fost condamnat pentru infracțiuni care afectează exercitarea funcției publice.
- să depună candidatura în cadrul unui partid politic sau cu o listă de susținători de minimum 100.000 semnături pentru candidatura independenă.

### Alegerile locale
Începând cu 2024, primarii și președinții consiliilor județene sunt aleși prin sistemul first-past-the-post (primul care trece linia de sosire), candidatul care obține cele mai multe voturi fiind declarat câștigător. Dacă primii doi candidați au un număr egal de voturi, se organizează un tur de scrutin. Președinții consiliilor județene erau aleși indirect de către consiliile județene până în 2008 și din nou începând cu 2016.
Alegerile pentru consiliile locale și județene se desfășoară prin reprezentare proporțională pe liste închise de partid, cu un prag electoral de 5% la nivelul circumscripției (oraș, comună sau județ).
Pentru a candida la funcția de primar, un candidat trebuie să îndeplinească următoarele condiții:
- să fie cetățean român și să aibă cel puțin 23 de ani împliniți în ziua alegerilor,
- să nu fi fost condamnat pentru infracțiuni care afectează exercitarea funcției publice,
- să depună declarație de avere și de interese și un număr minim de semnături de susținere (conform cerințelor birourilor electorale de circumscripție).

### Referendumuri
Constituția României prevede organizarea unui referendum pentru următoarele situații:
- Suspendarea Președintelui din funcție (articolul 95);
- Modificarea Constituției (articolul 151);
- Pe teme de interes național, convocat de Președinte după consultarea Parlamentului (articolul 90).

Referendumuri organizate la nivel național sunt:
- Două referendumuri constituționale: 1991, 2003 și 2018
- Două referendumuri pentru demiterea președintelui: 2007 și 2012.
- Trei referendumuri consultative: 2007, 2009, 2019

## Procedura electorală
Indiferent de tipul de alegeri, votul se realizează pe suport de hârtie, iar numărarea voturilor este manuală. Alegătorul trebuie să își dovedească identitatea folosind cartea de identitate sau, în cazuri speciale, legitimația militară sau pașaportul. După ce semnează în lista electorală permanentă, suplimentară sau specială, alegătorului i se înmânează un buletin de vot și o ștampilă cu inscripția VOTAT cu tipul de alegeri (L - locale, P - prezidențiale, PE - Parlamentul European, R - referendum) și data alegerilor.
Pentru alegerile locale și parlamentare, alegătorul poate vota doar la secția de votare corespunzătoare adresei permanente (domiciliu) sau reședinței temporare (flotant) înregistrată cu cel puțin trei luni înainte.
Excepțiile de la această regulă sunt următoarele:
- La alegerile locale, românii aflați în afara țării nu pot vota.
- La alegerile parlamentare, românii aflați în afara țării votează candidații din Circumscripția 43 (diaspora română).
- La alegerile pentru Parlamentul European și la alegerile prezidențiale, alegătorii pot vota la o secție diferită de cea de domiciliu pe listele suplimentare.

Începând cu alegerile legislative din 2016, românii cu domiciliul în străinătate pot vota prin corespondență.
Buletinul de vot este tipărit pe hârtie de ziar, monocrom. Candidații (sau listele complete de candidați) sunt afișați în ordine stabilită prin tragere la sorți. Fiecare candidat sau listă este încadrat(ă) într-un dreptunghi clar delimitat, care conține: numele complet al partidului sau al alianței, sigla și numele complet al candidatului sau lista completă a candidaților.
Alegătorii își exprimă opțiunea aplicând ștampila în dreptul dreptunghiului partidului sau candidatului independent pe care doresc să-l voteze.
Pentru referendumuri, procedura de vot este similară, iar cele două opțiuni, DA și NU, sunt plasate într-un pătrat de 5 x 5 cm, DA fiind sus și NU jos. Întrebarea referendumului este plasată la mijlocul buletinului de vot.

## Desfășurare
Înainte de începerea fiecărui mandat parlamentar trebuie să aibă loc alegeri generale. De vreme ce durata unui mandat parlamentar este de patru ani, alegerile pentru Camera Deputaților și pentru Senat se desfășoară în cel mult 3 luni de la expirarea mandatului sau de la dizolvarea Parlamentului. Cei patru ani încep de la prima întrunire a Parlamentului, la convocarea președintelui. Data alegerilor se află la discreția prim-ministrului.
Organizațiile cetățenilor aparținând minorităților naționale, chiar când nu întrunesc în alegeri numărul de voturi pentru a fi reprezentate în Parlament, au totuși dreptul la câte un loc de deputat, putând fi reprezentate de o singură organizație.
Din 1990 încoace, toate alegerile generale s-au ținut duminica: o dată în mai, o dată în septembrie și de două ori în noiembrie.
Pragul electoral al partidelor este de 5 % din voturi. În 2004, numărul de mandate va scădea cu 5%, datorită scăderii numărului de locuitori. Comisia electorală a stabilit durata campaniei electorale la 30 de zile.

## Eligibilitate
Oricine este cetățean român, are domiciliul stabil în România și a împlinit până în ziua alegerilor inclusiv vârsta de 23 de ani pentru Camera Deputaților sau respectiv 33 de ani pentru Senat, poate deveni membru al Parlamentului României. Excepție fac debilii și alienații mintali puși sub interdicție precum și persoanele condamnate care prin hotărâre judecătorească definitivă și-au pierdut drepturile electorale. Cetățenii români din străinătate sunt și ei eligibili.

## Legislație
Legea electorală din România a fost criticată pentru faptul că împiedică micile formațiuni să se înregistreze ca partide politice, prin impunerea strângerii unui minim de 200.000 de semnături.
De asemenea, marile partide au fost acuzate de fraude uriașe în procesul electoral premergător alegerilor parlamentare programate, criticii susținând că formațiunile politice de calibru din România au sute de mii de semnături false pe listele de adeziuni obligatorii prin lege.

## Sistem
Se folosește un sistem de reprezentare proporțională.
De exemplu, un partid cu 20 % din voturi la nivel național va primi 20 % din locurile din Parlament. Totuși, în urma redistribuirii voturilor acordate partidelor care nu trec de pragul electoral, numărul de mandate acordate partidelor parlamentare poate deveni mai mare decât scorul electoral obținut. În cazul în care un partid deține majoritatea absolută, acesta își numește propriul cabinet. În cazul în care nici un partid nu întrunește jumătate din numărul total de voturi, de obicei se formează un guvern de coaliție, astfel încât partidele din coaliție să aibă împreună mai mult de jumătate din numărul de parlamentari. Este posibil însă și ca partidul cu cele mai multe locuri în parlament să formeze un guvern minoritar.
La 22 mai 2012, Camera Deputaților a adoptat legea electorală, fiind eliminat pragul electoral.

## Societate
Ca în orice societate democratică, preferințele de vot ale electoratului se pot schimba în decursul timpului. La alegerile trecute de obicei a existat un partid care a obținut o victorie clară. Partidul Social Democrat (PSD) a obținut patru astfel de victorii, în 1990, 1992, 2000 și respectiv 2016, întrerupt fiind de Convenția Democrată Română (CDR) în 1996. 
În 2004, au fost alegeri prezidențiale câștigate de Alianța D.A. PNL-PD, președinte al României fiind ales Traian Băsescu (PD), reales în funcție în 2009 susținut de Partidul Democrat Liberal (PDL). Actualul președinte al României este Klaus Iohannis, ales din 2014 din partea PDL-PNL-FDGR/DFDR (ACL) și reales în 2019 din partea PNL-FDGR/DFDR (cu susținerea adițională a Alianței 2020 USR-PLUS și PMP în turul al II-lea).

## După alegeri
Urnele se închid la ora 21, iar numărătoarea voturilor începe în majoritatea circumscripțiilor imediat. Rezultatele preliminare sunt anunțate la ora 23, iar cele finale la ora 3. Când numărătoarea voturilor se încheie, prima reacție oficială guvernamentală vine de la prim-ministrul în exercițiu. Acesta își păstrează funcția, dacă este susținut de majoritatea membrilor din noul parlament, sau demisionează, dacă partidul său a pierdut majoritatea.
Cel mai mare partid care nu participă la guvernare devine Opoziția Oficială. Partidele mici și fără locuri în guvern sunt considerate în mod colectiv drept opoziție.
De la Biroul Electoral Central s-a comunicat că în 2000 prezența la vot a fost de 65,31% (11.559.458). Au fost validate în total 10.839.424 voturi și anulate 706.761 voturi.

## În prezent
În urma alegerilor din 6 decembrie 2020, Partidul Social Democrat (PSD) a obținut, la alegerile pentru Camera Deputaților, 28,9% din voturi, urmat de Partidul Național Liberal (PNL) cu 25,18% din voturi, Alianța USR-PLUS cu 15,37%, Alianța pentru Unirea Românilor (AUR) cu 9,08% și Uniunea Democrată Maghiară din România (UDMR/RMDSZ) cu 5,74% din voturile valabil exprimate. 
Procentele rezultate în urma centralizării voturilor pentru Senat au fost similare. În urma alegerilor, s-a format o coaliție de guvernare formată din Partidul Național Liberal (PNL), USR PLUS și Uniunea Democrată Maghiară din România (UDMR/RMDSZ). La data de 23 decembrie 2020, Guvernul Cîțu a fost învestit în Parlament. Partidul Social Democrat (PSD) și Alianța pentru Unirea Românilor (AUR) au rămas în opoziție. După o serie semnificativă de divergențe în cadrul actului guvernamental, coaliția de centru-dreapta s-a destrămat. Ulterior, Partidul Social Democrat (PSD), Partidul Național Liberal (PNL) și Uniunea Democrată Maghiară din România (UDMR/RMDSZ) au format o coaliție largă, de uniune națională, mai precis Coaliția Națională pentru România (CNR). În prezent, UDMR/RMDSZ nu mai face parte din CNR, devenind, între timp, partid de opoziție. La data de 7 octombrie 2024, președintele Partidului Național Liberal (PNL), Nicolae Ciucă, a declarat că partidul pe care îl conduce oprește coaliția cu Partidul Social Democrat (PSD) dar rămâne în guvern.

## Rezultatele alegerilor parlamentare începând cu 1990
| An   | Prezență la vot       | Partide în Camera Deputaților | Partide în Senat |
| ---- | --------------------- | --- | --- |
| 1990 | 14.826.616 (86,19%)   | - Frontul Salvării Naționale (FSN) - 263 - Uniunea Democrată Maghiară din România (UDMR/RMDSZ) - 29 - Partidul Național Liberal (PNL) - 29 - Mișcarea Ecologistă din România (MER) - 12 - Partidul Național Țărănesc Creștin Democrat (PNȚCD) - 12 - Partidul Democrat Agrar din România (PDAR) - 9 - Partidul Ecologist Român (PER) - 8 - Partidele minorităților etnice - 11 | - Frontul Salvării Naționale (FSN) - 91 - Uniunea Democrată Maghiară din România (UDMR/RMDSZ) - 12 - Partidul Național Liberal (PNL) - 10 - Mișcarea Ecologistă din România (MER) - 1 - Partidul Național Țărănesc Creștin Democrat (PNȚCD) - 1 - Partidul Ecologist Român (PER) - 1                                                                                        |
| 1992 | 12.496.430▼ (76,29%)▼ | - Frontul Democrat al Salvării Naționale (FDSN) - 117 - Convenția Democrată Română (CDR) - 82 - Frontul Salvării Naționale (FSN) - 43 - Partidul Unității Națiunii Române (PUNR) - 30 - Uniunea Democrată Maghiară din România (UDMR/RMDSZ) - 27 - Partidul România Mare (PRM) - 16 - Partidul Socialist al Muncii (PSM) - 13 - Partidele minorităților etnice - 13            | - Frontul Democrat al Salvării Naționale (FDSN) - 49 - Convenția Democrată Română (CDR) - 34 - Frontul Salvării Naționale (FSN) - 18 - Partidul Unității Națiunii Române (PUNR) - 14 - Uniunea Democrată Maghiară din România (UDMR/RMDSZ) - 12 - Partidul România Mare (PRM) - 6 - Partidul Democrat Agrar din România (PDAR) - 5 - Partidul Socialist al Muncii (PSM) - 5 |
| 1996 | 13.088.388▲ (76,01%)▼ | - Convenția Democrată Română (CDR) - 122 - Partidul Democrației Sociale în România (PDSR) - 91 - Uniunea Social-Democrată (USD) (PD, PSDR) - 53 - Uniunea Democrată Maghiară din România (UDMR/RMDSZ) - 25 - Partidul România Mare (PRM) - 19 - Partidul Unității Națiunii Române (PUNR) - 18 - Partidele minorităților etnice - 15                                            | - Convenția Democrată Română (CDR) - 53 - Partidul Democrației Sociale în România (PDSR) - 41 - Uniunea Social-Democrată (USD) (PD, PSDR) - 23 - Uniunea Democrată Maghiară din România (UDMR/RMDSZ) - 11 - Partidul România Mare (PRM) - 8 - Partidul Unității Națiunii Române (PUNR) - 7                                                                                  |
| 2000 | 11.559.458▼ (65,31%)▼ | - Partidul Democrației Sociale în România (PDSR) - 155 - Partidul România Mare (PRM) - 84 - Partidul Democrat (PD) - 31 - Partidul Național Liberal (PNL) - 30 - Uniunea Democrată Maghiară din România (UDMR/RMDSZ) - 27 - Partidele minorităților etnice - 18 | - Partidul Democrației Sociale în România (PDSR) - 65 - Partidul România Mare (PRM) - 37 - Partidul Democrat (PD) - 13 - Partidul Național Liberal (PNL) - 13 - Uniunea Democrată Maghiară din România (UDMR/RMDSZ) - 12 |
| 2004 | 10.452.205▼ (58,50%)▼ | - Uniunea Națională PSD+PUR - 132 - Alianța Dreptate și Adevăr (DA) (PNL-PD) - 112 - Partidul România Mare (PRM) - 48 - Uniunea Democrată Maghiară din România (UDMR/RMDSZ) - 22 - Partidele minorităților etnice - 18 | - Uniunea Națională PSD+PUR - 57 - Alianța Dreptate și Adevăr (DA) (PNL-PD) - 49 - Partidul România Mare (PRM) - 21 - Uniunea Democrată Maghiară din România (UDMR/RMDSZ) - 10 |
| 2008 | 7.238.871▼ (39,20%)▼  | - Alianța PSD+PC (PSD, PC) - 114 - Partidul Democrat Liberal (PDL) - 115 - Partidul Național Liberal (PNL) - 65 - Uniunea Democrată Maghiară din România (UDMR/RMDSZ) - 22 - Partidele minorităților etnice - 18 | - Alianța PSD+PC (PSD, PC) - 49 - Partidul Democrat Liberal (PDL) - 51 - Partidul Național Liberal (PNL) - 28 - Uniunea Democrată Maghiară din România (UDMR/RMDSZ) - 9 |
| 2012 | 7.694.180▲ (41,76%)▲  | - Uniunea Social-Liberală (USL) - 273 - Alianța România Dreaptă (ARD) - 56 - Partidul Poporului – Dan Diaconescu (PP-DD) - 47 - Uniunea Democrată Maghiară din România (UDMR/RMDSZ) - 18 | - Uniunea Social-Liberală (USL) - 122 - Alianța România Dreaptă (ARD) - 24 - Partidul Poporului – Dan Diaconescu (PP-DD) - 21 - Uniunea Democrată Maghiară din România (UDMR/RMDSZ) - 9 |
| 2016 | 7.212.022▼ (39,49%)▼  | - Partidul Social Democrat (PSD) - 154 - Partidul Național Liberal (PNL) - 69 - Uniunea Salvați România (USR) - 30 - Uniunea Democrată Maghiară din România (UDMR/RMDSZ) - 21 - Alianța Liberalilor și Democraților (ALDE) - 20 - Partidul Mișcarea Populară (PMP) - 18 - Partidele minorităților etnice - 17                                                                  | - Partidul Social Democrat (PSD) - 67 - Partidul Național Liberal (PNL) - 30 - Uniunea Salvați România (USR) - 13 - Uniunea Democrată Maghiară din România (UDMR/RMDSZ) - 9 - Alianța Liberalilor și Democraților (ALDE) - 9 - Partidul Mișcarea Populară (PMP) - 8 |
| 2020 | 6.057.760▼ (31,95%)▼  | - Partidul Social Democrat (PSD) - 110 - Partidul Național Liberal (PNL) - 93 - Alianța USR-PLUS (USR-PLUS) - 55 - Alianța pentru Unirea Românilor (AUR) - 33 - Uniunea Democrată Maghiară din România (UDMR/RMDSZ) - 21 - Partidele minorităților etnice - 18 | - Partidul Social Democrat (PSD) - 47 - Partidul Național Liberal (PNL) - 41 - Alianța USR-PLUS (USR-PLUS) - 25 - Alianța pentru Unirea Românilor (AUR) - 14 - Uniunea Democrată Maghiară din România (UDMR/RMDSZ) - 9 |
| 2024 | 9,455,072▲ (52,50%)▲  | - Partidul Social Democrat (PSD) - 86 - Alianța pentru Unirea Românilor (AUR) - 63 - Partidul Național Liberal (PNL) - 49 - Uniunea Salvați România (USR) - 40 - S.O.S. România (S.O.S.) - 28 - Partidul Oamenilor Tineri (POT) - 24 - Uniunea Democrată Maghiară din România (UDMR/RMDSZ) - 22 - Partidele minorităților etnice - 18                                          | - Partidul Social Democrat (PSD) - 36 - Alianța pentru Unirea Românilor (AUR) - 28 - Partidul Național Liberal (PNL) - 22 - Uniunea Salvați România (USR) - 19 - S.O.S. România (S.O.S.) - 12 - Uniunea Democrată Maghiară din România (UDMR/RMDSZ) - 10 - Partidul Oamenilor Tineri (POT) - 7                                                                              |

## Rezultatele alegerilor prezidențiale începând cu 1990
| An   | Date pentru tururi                                   | Președinte          | Prezența la vot                  | Prim-ministru                                                           | Partid/Alianță      |
| ---- | ---------------------------------------------------- | ------------------- | -------------------------------- | ----------------------------------------------------------------------- | ------------------- |
| 1990 | 20 mai 1990                                          | Ion Iliescu         | 14.826.616 (86%)                 | Petre Roman Theodor Stolojan                                            | FSN                 |
| 1992 | 27 septembrie 1992 11 octombrie 1992                 | Ion Iliescu         | 12.496.430 (76%)                 | Nicolae Văcăroiu                                                        | FDSN                |
| 1996 | 3 noiembrie 1996 17 noiembrie 1996                   | Emil Constantinescu | 13.088.388 (76%)                 | Victor Ciorbea Radu Vasile Mugur Isărescu                               | CDR (PNȚCD)         |
| 2000 | 26 noiembrie 2000 10 decembrie 2000                  | Ion Iliescu         | 11.559.458 (65%)                 | Adrian Năstase                                                          | PDSR (ulterior PSD) |
| 2004 | 28 noiembrie 2004 12 decembrie 2004                  | Traian Băsescu      | 10.794.653 (58%)                 | Călin Popescu-Tăriceanu                                                 | DA (PD)             |
| 2009 | 22 noiembrie 2009 6 decembrie 2009                   | Traian Băsescu      | 9.946.748 (54%) 10.620.116 (58%) | Emil Boc Mihai Răzvan Ungureanu Victor Ponta                            | PDL                 |
| 2014 | 2 noiembrie 2014 16 noiembrie 2014                   | Klaus Iohannis      | 9.723.232 (53%) 11.719.344 (64%) | Victor Ponta Dacian Cioloș Sorin Grindeanu Mihai Tudose Viorica Dăncilă | PNL                 |
| 2019 | 10 noiembrie 2019 24 noiembrie 2019                  | Klaus Iohannis      | 8.683.688 (51%) 9.086.696 (54%)  | Ludovic Orban Florin Cîțu Nicolae Ciucă Marcel Ciolacu                  | PNL                 |
| 2024 | 24 noiembrie 2024 8 decembrie 2024 (alegeri anulate) | N/A                 | 9.465.257 (52%)                  | Marcel Ciolacu                                                          | N/A                 |
| 2025 | 4 mai 2025 18 mai 2025                               | Nicușor Dan         | 9.571.662 (53%) 11.641.866 (64%) | Marcel Ciolacu Cătălin Predoiu (interimar) Ilie Bolojan                 | Independent         |

## Alegerile locale începând cu 1992
| Anul alegerilor | Dată               | Prezență la vot                                                     | Prim-ministru           | Partid                                         |
| --------------- | ------------------ | ------------------------------------------------------------------- | ----------------------- | ---------------------------------------------- |
| 1992            | 9–23 febuarie 1992 | 65% (tur I) 50% (tur II)                                            | Theodor Stolojan        | Frontul Salvării Naționale (FSN)               |
| 1996            | 2–16 iunie 1996    | 56,47% (tur I) 54,7% (tur II)                                       | Nicolae Văcăroiu        | Partidul Democrației Sociale în România (PDSR) |
| 2000            | 4–18 iunie 2000    | 50,85% (tur I) 46,93% (tur II)                                      | Mugur Isărescu          | Tehnocrat                                      |
| 2004            | 6–20 iunie 2004    | 54,23% (tur I) 50,17% (tur II)                                      | Adrian Năstase          | Partidul Social Democrat (PSD)                 |
| 2008            | 1–15 iunie 2008    | 8.504.787 (tur I) 8.829.208 (tur II) 49,38% (tur I) 48,34% (tur II) | Călin Popescu-Tăriceanu | Partidul Național Liberal (PNL)                |
| 2012            | 10 iunie 2012      | 9.809.257 (56,39%)                                                  | Victor Ponta            | Partidul Social Democrat (PSD)                 |
| 2016            | 5 iunie 2016       | 8.477.346 (48,43%)                                                  | Dacian Cioloș           | Tehnocrat                                      |
| 2020            | 27 septembrie 2020 | 8.420.741 (46,02%)                                                  | Ludovic Orban           | Partidul Național Liberal (PNL)                |
| 2024            | 9 iunie 2024       | 9.043.191 (50,02%)                                                  | Marcel Ciolacu          | Partidul Social Democrat (PSD)                 |

## Rezultatul alegerilor pentru Parlamentul European începând cu 2007
| Anul alegerilor | Dată              | Prezență la vot      | Partide parlamentare | Mandate                                                                  | Grup europarlamentar                                               |
| --------------- | ----------------- | -------------------- | --- | ------------------------------------------------------------------------ | ------------------------------------------------------------------ |
| 2007            | 25 noiembrie 2007 | 5.370.171 (29,46%)   | - Partidul Democrat (PD) - Partidul Social Democrat (PSD) - Partidul Național Liberal (PNL) - Partidul Liberal Democrat (PLD) - Uniunea Democrată Maghiară din România (UDMR/RMDSZ) - László Tőkés (Independent) | - 13 / 35 - 10 / 35 - 6 / 35 - 3 / 35 - 2 / 35 - 1 / 35                  | - PPE - PES - ALDE - PPE - PPE - ALE                               |
| 2009            | 7 iunie 2009      | 5.035.297 (27,67%) ▼ | - Alianța Electorală Partidul Social Democrat (PSD) + Partidul Conservator (PC) - Partidul Democrat Liberal (PDL) - Partidul Național Liberal (PNL) - Uniunea Democrată Maghiară din România (UDMR/RMDSZ) - Partidul România Mare (PRM) - Elena Băsescu (Independent)                                                        | - 11 / 33 - 10 / 33 - 5 / 33 - 3 / 33 - 3 / 33 - 1 / 33                  | - S&D - PPE - ALDE - PPE - PPE                                     |
| 2014            | 25 mai 2014       | 5.911.794 (32,44%) ▲ | - Alianța Electorală Partidul Social Democrat (PSD)-Uniunea Națională pentru Progresul României (UNPR)-Partidul Conservator (PC) - Partidul Național Liberal (PNL) - Partidul Democrat Liberal (PDL) - Uniunea Democrată Maghiară din România (UDMR/RMDSZ) - Partidul Mișcarea Populară (PMP) - Mircea Diaconu (Independent) | - 16 / 32 - 6 / 32 - 5 / 32 - 2 / 32 - 2 / 32 - 1 / 32                   | - S&D - ALDE - PPE - PPE - PPE - ALDE                              |
| 2019            | 26 mai 2019       | 9.445.041 (51,20%) ▲ | - Partidul Național Liberal (PNL) - Partidul Social Democrat (PSD) - Alianța 2020 USR+PLUS (USR-PLUS) - PRO România (PRO) - Partidul Mișcarea Populară (PMP) - Uniunea Democrată Maghiară din România (UDMR/RMDSZ) | - 10 / 32 - 9 / 32 - 8 / 32 - 2 / 32 - 2 / 32 - 2 / 32                   | - PPE - S&D - Renew Europe - PDE - PPE - PPE                       |
| 2024            | 9 iunie 2024      | 9.444.894 (52,40%) ▲ | - Partidul Social Democrat (PSD) - Partidul Național Liberal (PNL) - Alianța pentru Unirea Românilor (AUR) - Uniunea Salvați România (USR) - Uniunea Democrată Maghiară din România (UDMR/RMDSZ) - S.O.S. România (S.O.S.) - Partidul Mișcarea Populară (PMP) - Nicolae Ștefănuță (Independent)                              | - 11 / 33 - 8 / 33 - 6 / 33 - 2 / 33 - 2 / 33 - 2 / 33 - 1 / 33 - 1 / 33 | - S&D - PPE - CRE - Renew Europe - PPE - Nou/neafiliat - PPE - ALE |

## Vezi și
- Referendumuri în România